# British Transport Police Authority
La British Transport Police Authority ("Autorità della Polizia dei trasporti britannica") è l'autorità di polizia che sovrintende la British Transport Police, la polizia dei trasporti britannica. L'autorità di polizia è un organo governativo nel Regno Unito che definisce i piani strategici per una forza di polizia e fornisce le responsabilità in modo che la polizia funzioni "in modo efficiente ed efficace". La British Transport Police pattuglia le ferrovie in Inghilterra, Galles e Scozia.
Il presidente, nominato dal segretario di Stato per i trasporti, è stato Sir Alistair Graham dalla sua fondazione nel 2004 fino alla fine del 2011, Millie Banerjee dal 2011 al 2015. The Rt. On. Esther McVey è stata presidente dal 2015 al 2017. Ron Barclay-Smith è stato nominato presidente nel 2018.